# Étoile à CN
Une étoile à CN est un type d'étoiles caractérisé par la présence de raies d'absorption du cyanogène CN inhabituellement fortes dans leur spectre par rapport aux autres étoiles de leur classe spectrale. Le cyanogène est une molécule simple formée d'un atome de carbone et d'un atome d'azote, dont la présence est marquée par des bandes d'absorption autour des longueurs d'onde à 388,9 et 421,6 nanomètres. Ce groupe d'étoiles a été remarqué pour la première fois chez certaines géantes par J. J. Nassau (en) et W. W. Morgan en 1949, puis d'autres ont été identifiées par Nancy G. Roman en 1952. Elles se distinguent des étoiles à baryum par l'absence d'éléments issus du processus s, et des autres types d'étoiles lumineuses par la faiblesse générale des caractères en-dehors des raies du CN.
L'excès de la force des bandes du CN est classée par un index positif avec des incréments de 0,5. Une valeur de zéro indique une étoile normale, qui n'est pas indiquée dans le type spectral, alors qu'une valeur de 4 est essentiellement similaire à une étoile carbonée. Les étoiles classées dans la classification MKK avec un suffixe CN sont considérées comme des étoiles à CN « fortes ». Ainsi, 42 Librae est une étoile à CN forte de type spectral K3-III CN2. Une étoile avec une valeur de 0,5 est également appelée étoile à CN marginale, ce qui correspond aux géantes typiques de l'amas des Hyades par exemple.